# موريس هاريس
موريس هاريس (بالإنجليزية: Maurice Harris)‏ مواليد 21 فبراير 1976 في نيوجيرسي، هو ملاكم أمريكي يصنف ضمن فئة الوزن الثقيل.

## إحصائيات
خاض خلال مسيرته 45 نزالا، فاز في 25 وتعادل في 2 وخسر في 17. فاز بالضربة القاضية في 11 نزالا.

## روابط خارجية
- موريس هاريس على موقع بوكس ريك (الإنجليزية) (registration required)